# 歪嘴的人
《歪嘴的人》（英語：The Man with the Twisted Lip）是柯南·道爾所著的福爾摩斯探案的56個短篇故事之一，收錄於《福爾摩斯辦案記》。

## 故事簡介
華生醫生受托到鴉片館尋找友人凱特·惠特尼的丈夫艾薩·惠特尼，卻意外遇見了福爾摩斯，原來福爾摩斯正受托在尋找失蹤的奈維爾·聖克萊。聖克萊夫人有一天在倫敦街上巧遇丈夫奈維爾，但轉過頭丈夫奈維爾已經消失不見，原本奈維爾先生所在的地方，只找到奈維爾先生的衣服及一個醜陋的乞丐休·布恩，那名乞丐於是被扣捕，不過該名乞丐仍然閉口不答。福爾摩斯經過一晚的沉思，剔除所有的不可能性，發現原來該名乞丐布恩就是奈維爾先生。

## 改編作品
- 1921年默片《歪嘴的人（英语：The Man with the Twisted Lip (film)）》[1]
- 英國影集《新世紀福爾摩斯》第三季《最後誓言》一集中，華生幫助朋友尋回吸毒的兒子時意外遇見福爾摩斯的橋段是改編自《歪嘴的人》[2]。

## 外部連結
- LibriVox中的公有领域有声书《The Man with the Twisted Lip》